# Naviz, Rojîșce
Naviz (în ucraineană Навіз) este o comună în raionul Rojîșce, regiunea Volînia, Ucraina, formată numai din satul de reședință.

## Demografie
Componența lingvistică a satului Naviz
     Ucraineană (99,54%)
     Alte limbi (0,46%)
Conform recensământului din 2001, majoritatea populației satului Naviz era vorbitoare de ucraineană (99,54%), existând în minoritate și vorbitori de alte limbi.